# Iván Asen V
Iván Asen V (en búlgaro: Иван Асен V) fue el segundo hijo del zar Iván Alejandro (reino entre 1331 y 1371) y su segunda esposa Sara Teodora. Fue probablemente llamado así en honor a su hermano mayor, Iván Asen IV, que murió en 1349 en batalla contra los turcos otomanos cerca de Ihtiman o Sofía.
En la inscripción de su sepultura ordenada por Kira María, la primera esposa de su hermano mayor Iván Shishman, está escrito que fue sepultado en el año de 1388 después de haber sido asesinado por los turcos. Está escrito que estaba en peligro de «caer por la gracia de la fe» lo que significa que fue seducido probablemente por los otomanos a convertirse al Islam. De la misma inscripción se sabe que el príncipe tenía dos hijas cuyos nombres no fueron mencionados.